# Амбуситра
Амбу́ситра (малаг. Ambositra) — город на Мадагаскаре. Является административным центром региона Амурун'и Маниа и одноимённого себе округа. Население — 28 000 человек (по переписи 2001 года).
Город является центром местной католической епархии.

## Климат
Город расположен юго-восточнее центра страны, на высокогорье. Для климата характерны большие сезонные перепады количества выпадающих осадков.
| Показатель                                                      | Янв. | Фев. | Март | Апр. | Май  | Июнь | Июль | Авг. | Сен. | Окт. | Нояб. | Дек. | Год  |
| --------------------------------------------------------------- | ---- | ---- | ---- | ---- | ---- | ---- | ---- | ---- | ---- | ---- | ----- | ---- | ---- |
| Средняя температура, °C                                         | 20,8 | 20,6 | 20,2 | 19,0 | 16,7 | 14,9 | 13,9 | 14,3 | 15,9 | 18,5 | 20,0  | 20,6 | 18,0 |
| Норма осадков, мм                                               | 295  | 243  | 230  | 82   | 37   | 27   | 22   | 23   | 33   | 59   | 196   | 282  | 1530 |
| Источник: http://www.levoyageur.net/weather-city-AMBOSITRA.html |      |      |      |      |      |      |      |      |      |      |       |      |      |

## Население
Население города стабильно растёт, что видно из нижеприведённой таблицы:
| Год  | Население, чел. |
| ---- | --------------- |
| 1975 | 16 780          |
| 1993 | 21 350          |
| 2001 | 28 000          |

## Фотографии

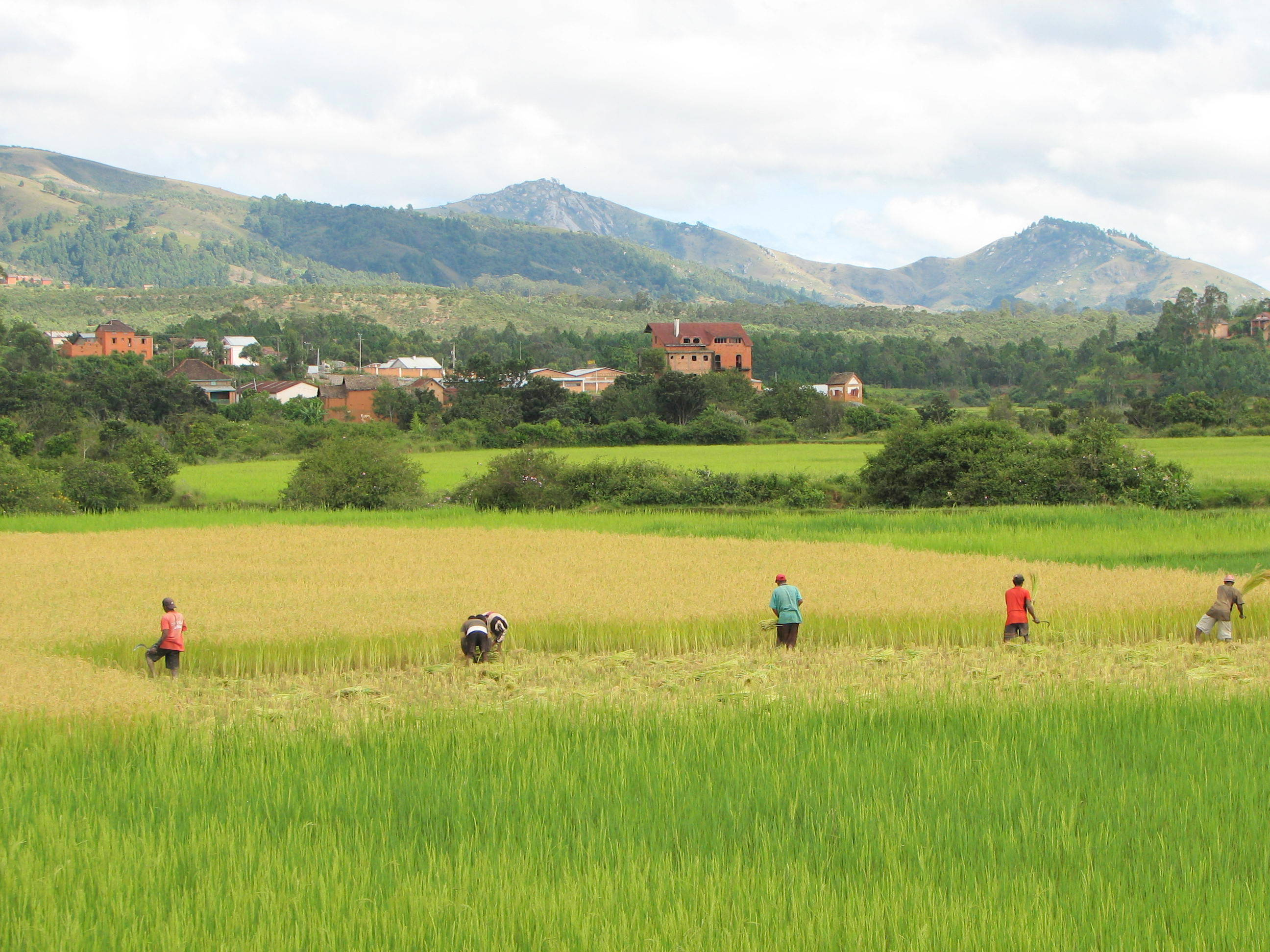
В пригороде Амбуситры
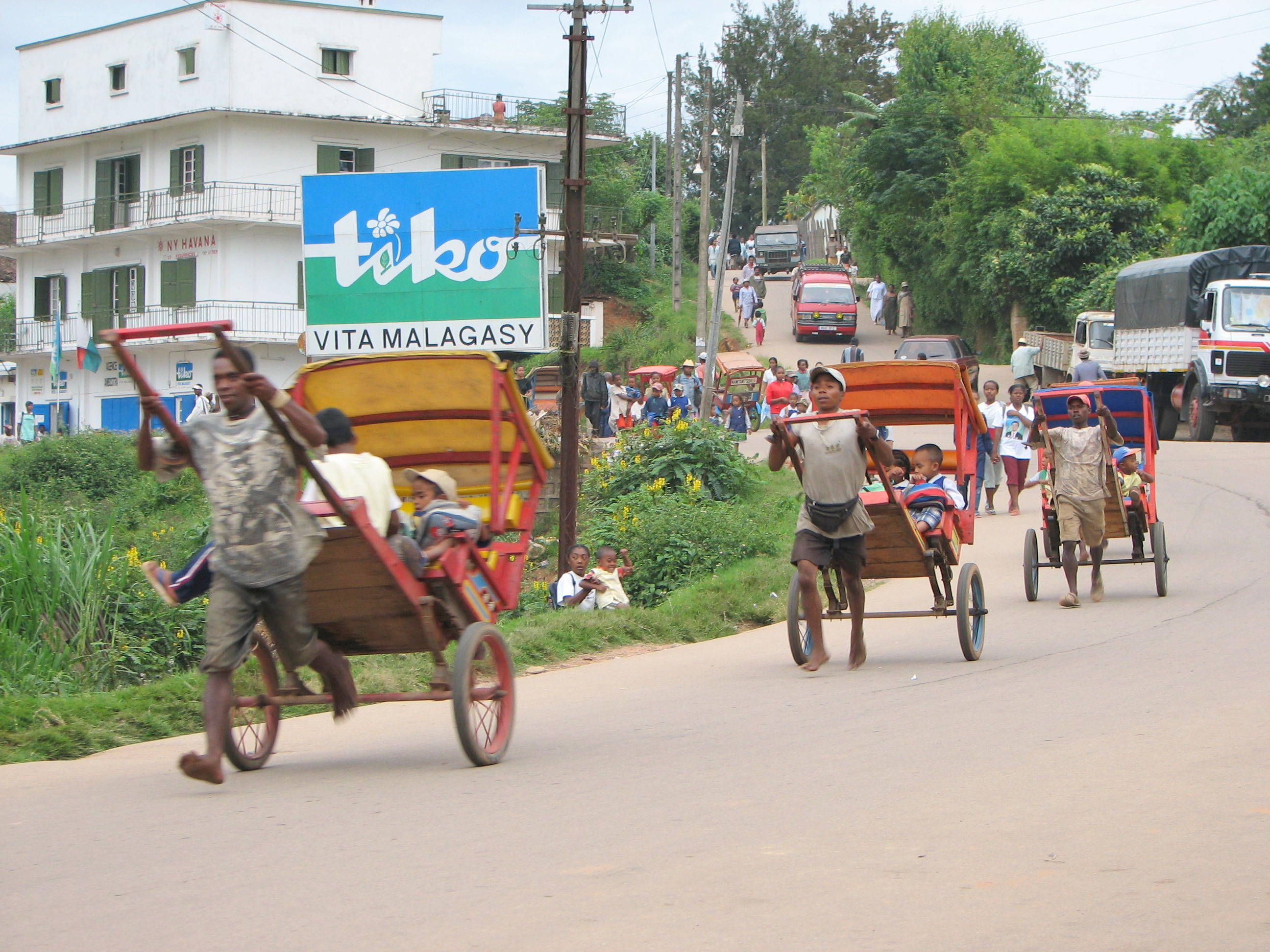
Рикши на улицах города
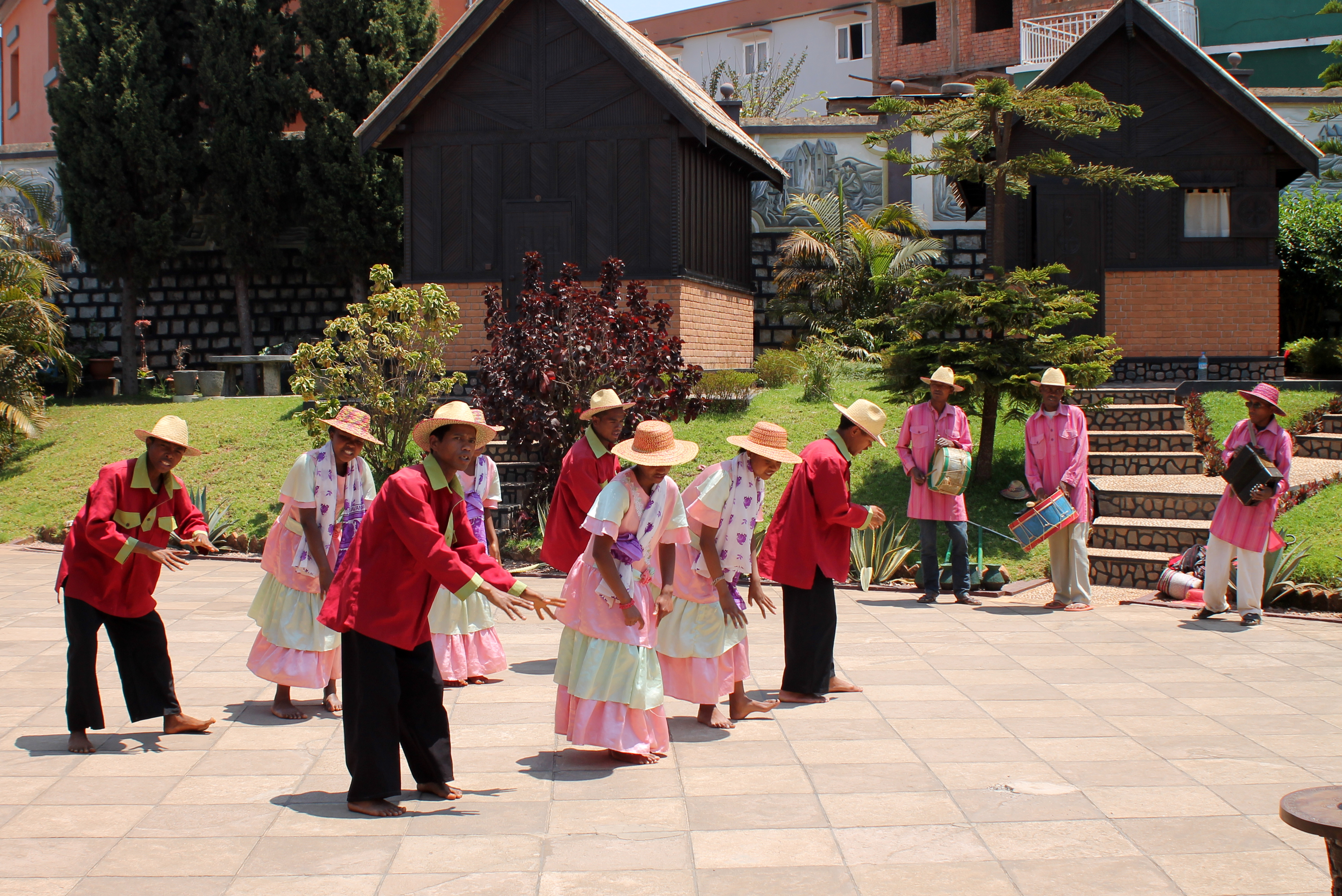
Музыкально-танцевальное представление хирагаси[англ.]
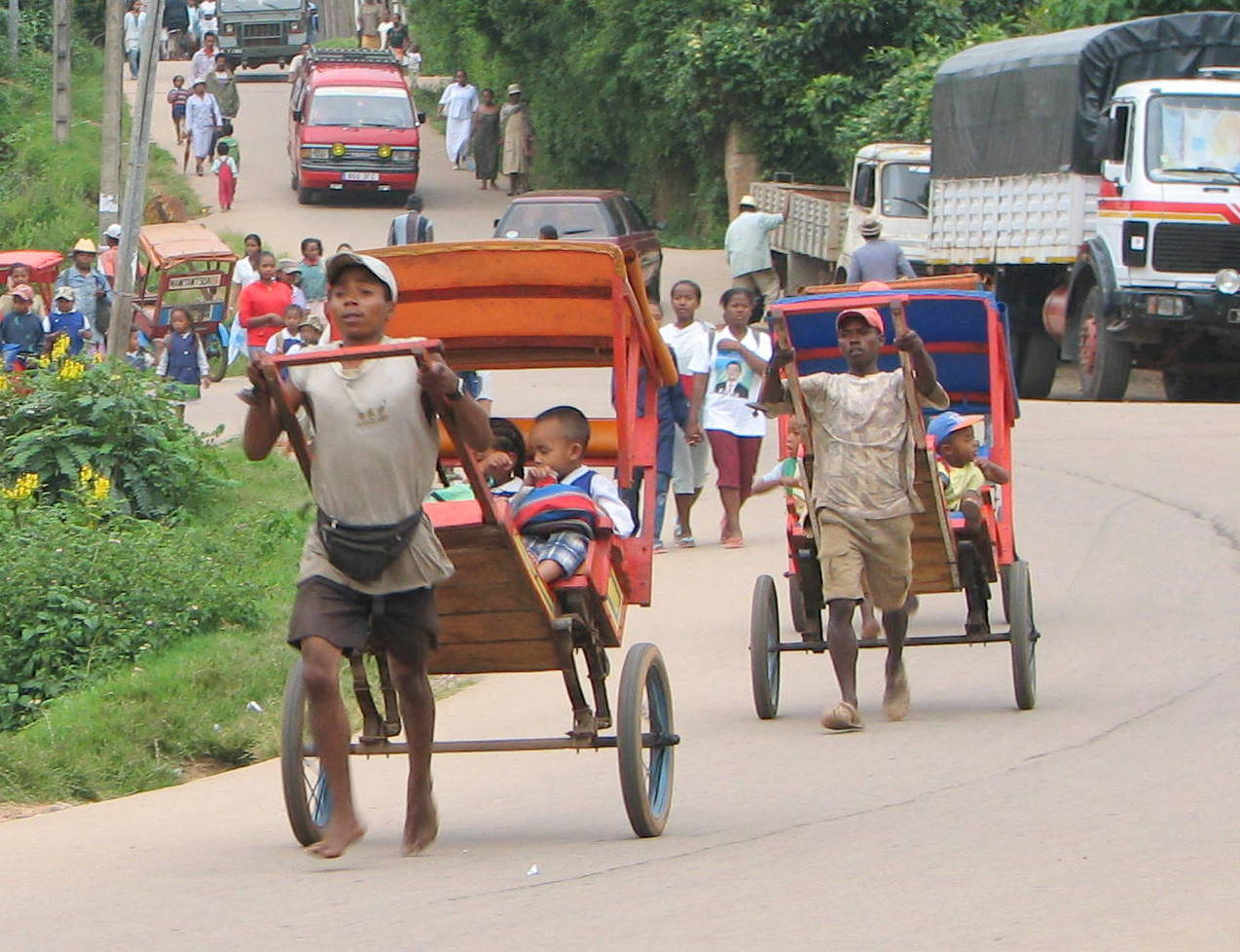
Рикши на городских улицах
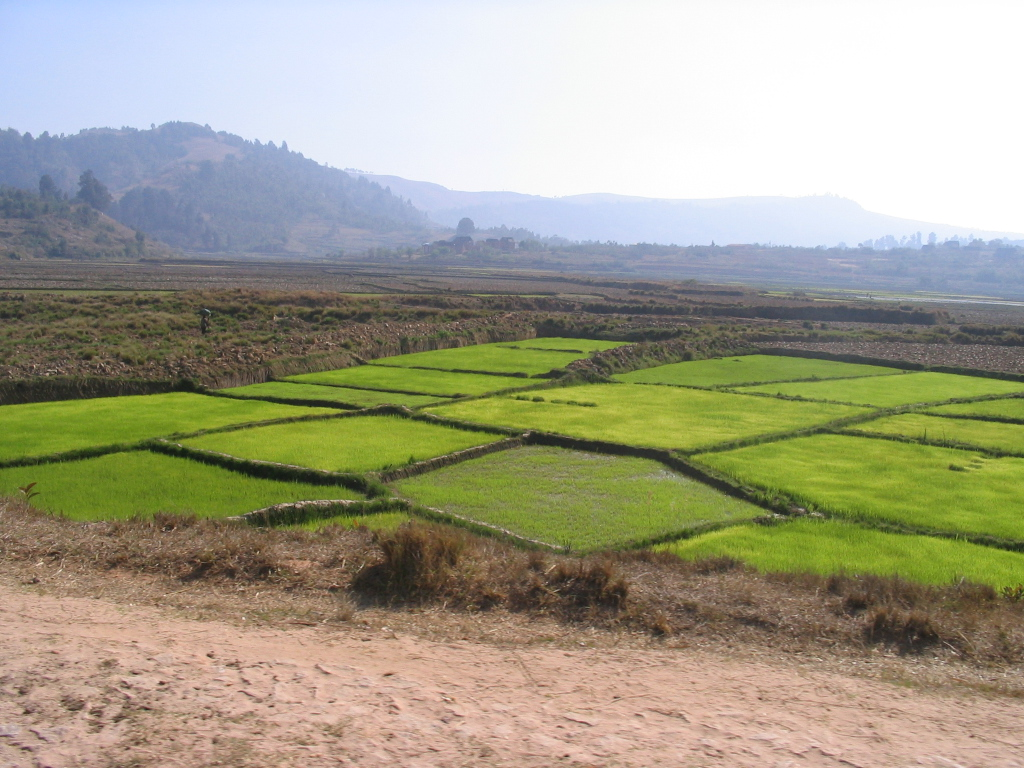
Возделываемые поля в окрестностях Амбуситры